# Richards Finomposztógyár
A Richards Finomposztógyár a 20. század magyar textiliparának egyik fontos nagyvállalata, a hazai gyapjúipar egyik legmeghatározóbb vállalata volt. Az 1905-ben Győrött alapított vállalat 1992-ig működött, amikor is csődbe jutott és felszámolták.

## A gyár története
A Richards Finomposztógyár története 1905-ben kezdődött, amikor a Brünnben (Brno) született Richards Richárd (1867–1942) megalapította textilüzemét. A morvaországi Brünn az Osztrák–Magyar Monarchia egyik textilipari központja volt és a Richards családnak is itt volt gyapjúgyára. A családnak Győrött is volt egy malomüzeme és Richárd ennek vezetésére, 1894-ben került a városba. 1905-ben alapította meg a malom melletti területen a gyapjúgyárat. Először a malom egyik melléképületében rendezett be 8 szövőszékkel tanműhelyt, ahol a majdani gyárban dolgozó munkásokat tanította be. A malom 1907-ben leégett, de 1908-ban újjáépítették. A mellette levő telken építette fel Richards a gyapjúgyárat. A gyáralapítási szerződést Győr város vezetésével 1906. július 5-én írták alá és megkezdődött az építkezés, aminek eredményeként 1908 áprilisában 50 munkás 35 szövőgépen megkezdte a termelést. Kezdetben csak szövéssel foglalkoztak, majd 1909-ben nedves kikészítő üzemrésszel, 1912-ben a festödével és száraz-kikészítő üzemmel, 1917-ben pedig fonodával bővült a gyár. Míg 1910-ben 180 munkást, 1920-ban már mintegy 500 munkást foglalkoztatott a cég. A gyárban elsősorban állami megrendelésre kabátszövetet készítettek, de emellett a Richards kiváló minőségű gyapjúszövetei egyre nagyobb ismertségre tettek szert. Az 1911. évi torinói világkiállításon kitüntetést is kaptak.
Richards Richárd 1918-ban eladta a gyárát, amely részvénytársasággá alakulva működött tovább, de alapítója nevét továbbra is megtartotta. Az üzem – eladását követően is – folyamatosan fejlődött, 1940-ben már 2000 orsós fésűsfonodát létesítettek. A második világháborút megelőző időszakban a gyárnak 20 országban volt állandó képviselete
Richards Richárd egyébként Győr megbecsült polgára lett. Az általa vezetett malom a századfordulóra Dunántúl legnagyobb malmává vált. Richards 1904-ben felvette a magyar állampolgárságot, 1905-ben I. Ferenc József magyar nemességet és a dunaréti előnevet adományozta neki. Igazgatósági tagja lett a Győri Munkásház-építő Részvénytársaságnak, szociális célú akciókat támogatott adományaival. Gyára bölcsődét, óvodát, kultúrházat, csónakházat, turistaházat is működtetett.
A második világháború alatt a gyárat nagyobb károk nem érték. 1945-ben, a háború befejeztével, néhány napon belül 300 munkással megindult a munka a gyárban. A vidékre menekített gépeket és nyersanyagot visszahozták, a gyapjút a szovjet hadsereg biztosította. A vállalatot 1948. március 26-án Richards Gyapjúfonó és Szövőgyár N.V. névvel államosították. 1951-ben, miután az állam a francia Thibergien cégtől megvásárolta a Győri Gyapjúfonó-, Szövő-, Festő- és Kikészítőgyár Rt.-t, hozzácsatolta a Richards-gyárhoz, ettől kezdve a vállalat új neve Győri Gyapjúfonó és Szövőgyár lett. Ebben az évben az 1176 fős vállalat 1 200 000 négyzetméter szövetet termelt. Az 1950-es évek első felét a „lóden korszakaként” is emlegetik, mivel a férfiak és részben a nők is lódenkabátot hordtak, amelynek anyagát a győri üzemben állították elő.
A vállalat 1957-ben vette vissza eredeti Richards előnevét és lett Richards Finomposztógyár.
Az 1960–1970-es években kezdték meg a szintetikus szálasanyagok felhasználását. 45 százalékban gyapjú, 55 százalékban poliakrilnitril tartalmú szöveteket gyártottak felsőruházati célra. A télikabátszövetek alapanyaga fele-fele arányban gyapjú és teveszőr keverékéből készült.
Az 1960-as és 1970-es években a vállalat vidéki telephelyekkel bővült (Kapuvár, Csorna, Öttevény, Lovászpatona) és 1962-ben egyesült a Soproni Fésüsfonógyárral. 1968–1972 között jelentős fejlesztéseket hajtottak végre a technológiai folyamatok korszerűsítésére, javítására. A gyártmányszerkezet jelentősen bővült, amikor a korábban csak szöveteket előállító gyárban megkezdték mintás felsőruházati körkötött kelmék gyártását is. A fejlesztések eredményeként a kelet-európai országokba irányuló kivitel mellett nőtt a nyugati országokba (Nagy-Britannia, Franciaország, Kenya, Kuvait, Líbia) irányuló kivitel. 1972-ben a gyár termelésének mintegy 20%-át exportálták.
Az 1980-as évek közepén a vidéki telephelyekkel együtt közel 3000 dolgozót foglalkoztató üzem termelési értéke meghaladta a 4 milliárd Ft-ot. Az 1980-as évek második felétől azonban a vállalat helyzetét nehezítette, hogy nem tudta maradéktalanul kielégíteni a nyugati piacok minőségi igényeit és csökkent a kelet-európai országokba irányuló export mennyisége is. A géppark jelentős megújítására az anyagiak hiányában nem volt lehetőség, ami hátráltatta a korszerű gyártástechnológiák bevezetését, a termékek minőségének javítását. Romlani kezdtek a gazdálkodás jövedelmezőségi mutatói. Nőttek a készletek, csökkent a megrendelés, a költségvetés romló helyzete miatt csökkent az export állami támogatása, ugyanakkor jelentősen emelkedett az alapanyagok ára, nőttek a hitelkamatok és a banki költségek. A vállalat nyeresége 1988-ban az előző évinek közel a felére zsugorodott. Mindez egyre több nehézséget okozott a napi gazdálkodásban.
A Soproni Fésűsfonalgyár Leányvállalattal 1991. december 30-án megszűnt az együttműködés. Becsukták a kapuvári üzemet, eladták az épületet és a gépeket. A gyár gyapjúgyártó részlegét az olasz Roberto Lanza vásárolta meg. A különböző intézkedések ellenére a vállalatot nem lehetett megmenteni, 1992 elején elindult a nagy múltú cég csődeljárása és 1992 őszén megkezdték a gyár felszámolását.